# Berneville
Berneville település Franciaországban, Pas-de-Calais megyében. Lakosainak száma 475 fő (2022. január 1.). Berneville Warlus, Simencourt, Wailly, Beaumetz-lès-Loges és Dainville községekkel határos.

## Népesség
A település népességének változása:
| Lakosok száma | 502  | 500  | 508  | 480  | 470  | 467  | 466  | 465  | 475  |
|               | 2013 | 2015 | 2016 | 2017 | 2018 | 2019 | 2020 | 2021 | 2022 |